# Norbert Eberle

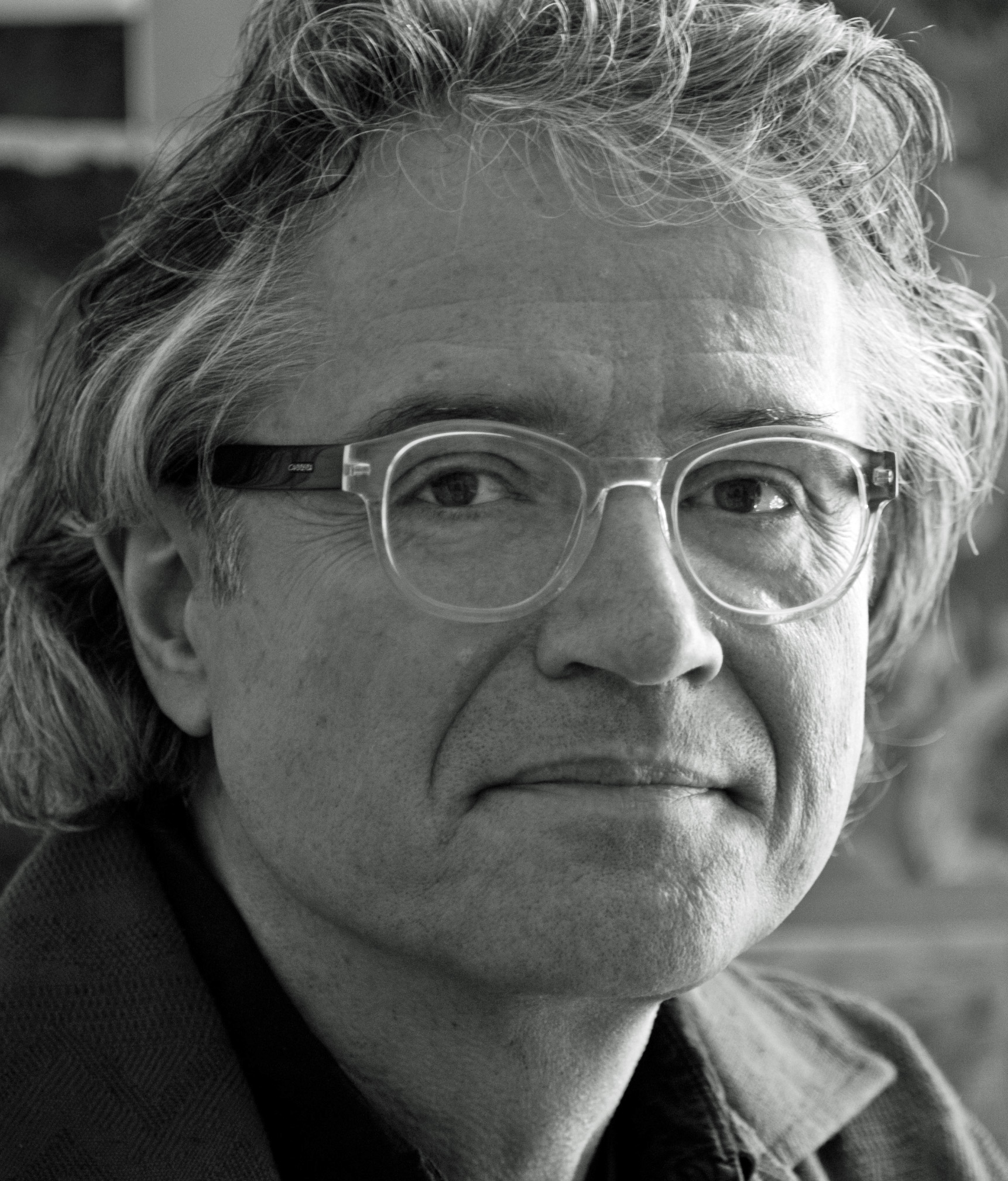
Norbert Eberle (2011)

Norbert Eberle (* 29. November 1954 in Marktoberdorf/Allgäu) ist ein deutscher Maler, Grafiker und Kunstpädagoge.

## Leben
Eberle studierte von 1978 bis 1983 an der Akademie der Bildenden Künste München bei Mac Zimmermann und Horst Sauerbruch. Er erhielt mehrere Stipendien, unter anderem 1998 ein Stipendium der Prinzregent-Luitpold-Stiftung.
Von 1998 bis 2022 ist Eberle Dozent für Kreative Medien an der Fakultät für Sozialwissenschaften (Fakultät 11) der Hochschule für angewandte Wissenschaften München.
Zwischen 2005 und 2013 absolvierte er Arbeitsaufenthalte in der Keramikwerkstatt San Giorgio von Giovanni Poggi in Albissola Marina (Italien) sowie seit 2013 in der Keramikwerkstatt Ceramica Gatti in Faenza (Italien).
2016 schloss er an der Universität Augsburg ein Studium der Kunstpädagogik als Bachelor of Education und – ebenfalls in Augsburg – 2018 als Master of Education ab.
Ab 2023 ist er Lehrbeauftragter der Professur für Kunstpädagogik und Visual Literacy an der Universität Passau.
Norbert Eberle ist mit der Künstlerin Annette Lucks verheiratet. Er lebt in München und ist Mitglied der Neuen Gruppe München.

## Werk
Im Werk von Eberle ist die künstlerische Druckgrafik, im Besonderen die Radierung als Medium der Illustration und der Gestaltung von Mappenwerken, von großer Bedeutung. 2001 erschien in Zusammenarbeit mit der Autorin Barbara Zoeke das Künstlerbuch Rives mit sechs Radierungen und sechs Gedichten aus dem Zyklus Wasserstände.
Öffentliche Ankäufe unternahmen unter anderem die Bayerische Staatsgemäldesammlungen in München, die Deutsche Guggenheim in Berlin, das Stadtmuseum Ingolstadt und das Städtische Museum „Leerer Beutel“ in Regensburg.

## Ausstellungen (Auswahl)
- 1989: Künstler`89 im Palais Preysing, München
- 1993: 3. Sächsisches Druckgrafik-Symposion, Ausstellung im Foyer im Universitätshochhaus Leipzig[6]
- 1994: Druckgraphik aus der Sammlung, Städtische Galerie „Leerer Beutel“ Regensburg (mit Annette Lucks)
- 1994: Kleine Welten - das Private in der Gegenwartskunst,  9. Nationale der Zeichnung, Toskanische Säulenhalle im Zeughaus Augsburg
- 1997: Künstler-Paare, 12. Nationale der Zeichnung, Toskanische Säulenhalle im Zeughaus Augsburg
- 1999: Ausblicke - die neue Generation, 13. Nationale der Zeichnung, Toskanische Säulenhalle im Zeughaus Augsburg
- 2000: Bilder, Zeichnungen und Radierungen, Städtische Galerie im Cordonhaus, Cham (mit Annette Lucks)
- 2000: Mnemosyne, 48. Festspiele Europäische Wochen Passau, Schloß Vornbach[7]
- 2003: Zeichnung und Text, Kulturwerkstatt Haus 10 im Kloster Fürstenfeld, Fürstenfeldbruck (mit Franz Hitzler und Annette Lucks)
- 2004: Landschaft und Erinnerung, Rathausgalerie München[8]
- 2004: Zeichnung und Text, Fleißerhaus Ingolstadt und Stadtmuseum Ingolstadt (mit Franz Hitzler und Annette Lucks)[9]
- 2007: Auge und Geist - visuel/conceptuel, Kunstverein Augsburg, Toskanische Säulenhalle[10]
- 2007: Game Over, Ausstellung innerhalb eines interdisziplinären Projekts, Schwabenakademie Irsee[11]
- 2007: Intranquille Amour, Polad-Hardouin Art Contemporain, Paris/Frankreich[12]
- 2008: La Fabbrica dei Sogni - Die Keramikwerkstatt San Giorgio, Casa del Mantegna, Mantua/Italien
- 2009: inventur - Zeitgenössische Radierung in Deutschland, Graphikmuseum Pablo Picasso Münster[13]
- 2010: ViceVersa, Bistumshaus Schloss Hirschberg, Beilngries (mit Annette Lucks)[14]
- 2010: Piatti – Kunst auf Tellern, Schwabenakademie Irsee[15]
- 2011: Eine Bilanz, 14. Nationale der Zeichnung, Toskanische Säulenhalle im Zeughaus Augsburg
- 2012: Von Kaiserblau bis Luxusschwarz, Verein für Originalradierung e.V. München[16]
- 2013: IM GLÜCK. EIN MÄRCHEN. Bilder, Zeichnungen, Keramik, kuratiert von Ellen Maurer Zilioli (mit Annette Lucks), Kunstforum Schwäbisch-Hall[17]
- 2014: Neue Gruppe München - Aufeinandertreffen, Kulturwerkstatt Haus 10, Fürstenfeldbruck[18]
- 2021: PRINT - zeitgenössische Druckgrafik der NEUEN GRUPPE, Kulturmodell Bräugasse, Passau
- 2023: WHITEOUT 3, Große Rathausgalerie Landshut[19]

## Veröffentlichungen
- Bedeckt und Unbedeckt. Bildband mit Texten von Barbara Zoecke und Peter Eikemeier. Verlag N. Eberle, München 1999
- LAB - Vie & Luoghi / Wege und Orte, in: viceversa, Associatione Culturale Maurer Zilioli - Contemporary Arts, Brescia 2010, ISBN 978-3-00-030036-3
- Rives – Künstlerbuch mit sechs Radierungen von Norbert Eberle und sechs Gedichten aus dem Zyklus Wasserstände von Barbara Zoeke. Verlag, Josephski-Neukum, Issing 2001